# The Watchtower, Antarktis
The Watchtower är en bergstopp i Antarktis. Den ligger i Västantarktis. Argentina, Chile och Storbritannien gör anspråk på området. Toppen på The Watchtower är 400 meter över havet, eller 162 meter över den omgivande terrängen. Bredden vid basen är 2,5 km.
Terrängen runt The Watchtower är platt åt sydost, men åt nordväst är den kuperad. Havet är nära The Watchtower åt sydost. Trakten är obefolkad. Det finns inga samhällen i närheten.